# Hippoglossus
Hippoglossus — рід риб родини Pleuronectidae. Назва hippoglossus походить від грецького hippos (кінь) і glossus (язик) — завдяки специфічної форми тіла риби.

## Види
- Палтус атлантичний, Hippoglossus hippoglossus (Linnaeus, 1758).
- Палтус тихоокеанський, Hippoglossus stenolepis (Schmidt, 1904).